# Henry Ainsworth
Henry Ainsworth, o Aynsworth (Swanton Morley, 1571 – Amsterdam, 1622 o 1623), è stato un teologo inglese.
Nato nella contea di Norfolk, seguace del puritanesimo di Robert Brown e maestro, tra il 1594 e il 1595, della chiesa fondata da John Greenwood, polemizzò con anglicani e cattolici.
I suoi scritti pubblicati postumi ebbero larga diffusione.

### Opere
- 1627 – Annotations on the five books of Moses, the Psalms and the Song of Songs